# Alfred John North
Alfred John North (Melbourne, 11 juni 1855  - Sydney, 6 mei 1917) was een Australisch ornitholoog. Hij volgde een middelbareschoolopleiding in Melbourne en ging daarna in de leer als juwelier. In 1886 kreeg hij een tijdelijke aanstelling bij het Australian Museum in Sydney om orde te brengen in de collectie vogeleieren van het museum. Vijf jaar later werd dit contract omgezet in een vaste baan. Hij schreef verschillende boeken over de vogels van Australië en beschreef 11 nieuwe vogelsoorten en nog eens 19 ondersoorten waaronder de hendersonjufferduif (Ptilinopus insularis) en de westelijke grondpapegaai (Pezoporus flaviventris). Hij was een van de oprichters van de Field Naturalists Club of Victoria.
Het Australische parkietengeslacht Northiella is naar hem genoemd.

## Publicaties (selectie)
- List of the Insectivorous Birds of New South Wales (1897)
- Descriptive Catalogue of the Nests and Eggs of Birds Found Breeding in Australia and Tasmania (1889)

- International Standard Name Identifier: 0000 0000 6381 5005
- Library of Congress Control Number: n88634240
- Istituto Centrale per il Catalogo Unico: UTOV575965
- SNAC: w6ms458h
- Système universitaire de documentation: 224752936
- Trove: 622177
- Virtual International Authority File: 70509037
- WorldCat: E39PBJvRXvbYkgfJgVFHcrfpfq